# Геёвка (Луганская область)
Геёвка (укр. Геївка) — село, относится к Станично-Луганскому району Луганской области Украины.
Население по переписи 2001 года составляло 162 человека. Почтовый индекс — 93615. Телефонный код — 6472. Занимает площадь 1,15 км².

## Местный совет
93615, Луганська обл., Станично-Луганський р-н, с. Передільське, вул. Радянська, 100  (укр.)